# Vertu Constellation Ayxta
Acest articol face referire la o linie de telefoane creată de Vertu. Pentru alte modele din gama Constellation, vezi Vertu.
Constellation Ayxta este singurul model cu clapă făcut de firma britanică Vertu, produs de Nokia.